# The Ultimate Fighter 19 Finale
The Ultimate Fighter 19 Finale（ジ・アルティメット・ファイター・ナインティーン・フィナーレ、別名The Ultimate Fighter: Team Edgar vs. Team Penn Finale ）は、アメリカ合衆国の総合格闘技団体「UFC」の大会の一つ。本大会はリアリティ番組「The Ultimate Fighter」シーズン19のフィナーレとして、2014年7月6日、ネバダ州ラスベガスのマンダレイ・ベイ・イベント・センターで開催された。

## 大会概要
「UFCインターナショナル・ファイトウィーク」の2日目として開催された本大会ではThe Ultimate Fighter 19トーナメント決勝戦が行われ、ライトヘビー級はコーリー・アンダーソン、ミドル級はエディ・ゴードンがそれぞれ優勝を果たした。メインイベントではフランク・エドガーとBJ・ペンによるコーチ対決が組まれた。
キャリア6戦全勝のロバート・ドリスデール、5戦全勝のROCミドル級王者キース・ベリシュ、5戦全勝のアレクシス・デュフレンがUFCデビュー。

## 試合結果

### アーリープレリム
第1試合 ライトヘビー級ワンマッチ 5分3R
○  ロバート・ドリスデール vs.  キース・ベリシュ ×
1R 2:03 リアネイキドチョーク
※ドリスデールの薬物検査失格によりノーコンテスト。
第2試合 64.9kg契約ワンマッチ 5分3R
○  サラ・モーラス vs.  アレクシス・デュフレン ×
3R終了 判定3-0（29-28、29-28、30-27）

### プレリミナリーカード
第3試合 ライトヘビー級ワンマッチ 5分3R
○  パトリック・ウォルシュ vs.  ダニエル・スポーン ×
3R終了 判定3-0（29-28、29-28、29-28）
第4試合 ライト級ワンマッチ 5分3R
○  アドリアーノ・マルチンス vs.  ジュアン・マニュエル・プイグ ×
1R 2:21 KO（右フック）
第5試合 バンタム級ワンマッチ 5分3R
○  レアンドロ・イッサ vs.  ジュマビエク・トゥアスン ×
3R 3:49 腕ひしぎ十字固め
第6試合 ライト級ワンマッチ 5分3R
○  ケビン・リー vs.  ジェシー・ロンソン ×
3R終了 判定2-1（29-28、28-29、30-27）

### メインカード
第7試合 フライ級ワンマッチ 5分3R
○  ダスティン・オーティス vs.  ジャスティン・スコッギンズ ×
3R終了 判定2-1（29-28、28-29、29-28）
第8試合 ヘビー級ワンマッチ 5分3R
○  デリック・ルイス vs.  グトー・イノセンチ ×
1R 3:30 KO（パウンド）
第9試合 TUF 19ミドル級トーナメント 決勝 5分3R
○  エディ・ゴードン vs.  ディエゴ・リマ ×
1R 1:11 KO（パウンド）
※ゴードンがトーナメント優勝。
第10試合 TUF 19ライトヘビー級トーナメント 決勝 5分3R
○  コーリー・アンダーソン vs.  マット・ヴァン・バーレン  ×
1R 1:01 TKO（パウンド）
※アンダーソンがトーナメント優勝。
第11試合 フェザー級ワンマッチ 5分5R
○  フランク・エドガー vs.  BJ・ペン ×
3R 4:16 TKO（パウンド）

### 各賞
ファイト・オブ・ザ・ナイト：レアンドロ・イッサ vs. ジュマビエク・トゥアスン
パフォーマンス・オブ・ザ・ナイト： レアンドロ・イッサ、アドリアーノ・マルチンス
各選手にはボーナスとして5万ドルが授与された。